# DSA-693
La DSA-693 es una carretera perteneciente a la Red Secundaria de la Diputación Provincial de Salamanca que une la  CL-605  con el límite de la Provincia de Valladolid.
También pasa por la localidad de Tarazona de Guareña.

## Origen y Destino
La carretera  DSA-693  tiene su origen en Cantalpino en la intersección con la carretera  CL-605 , y termina en Tarazona de Guareña, en el límite de la Provincia de Valladolid donde continúa por la carretera  CV-191  formando parte de la Red de carreteras de Salamanca.